# آرتور ویلیام کوری
آرتور ویلیام کوری (انگلیسی: Arthur Currie; ۵ دسامبر ۱۸۷۵ – ۳۰ نوامبر ۱۹۳۳) فرد نظامی اهل کانادا بود.
وی همچنین برندهٔ جوایزی همچون لژیون دونور (فرمانده) و نشان خدمات برجسته (ارتش آمریکا) شده‌است.